# ザ・マスクド・シンガー
『ザ・マスクド・シンガー』（英: The Masked Singer Japan）は、Amazon Prime Videoで配信されている音楽バラエティ番組。MCは大泉洋が務める。

## 概要
2015年から韓国・MBCで放送されている『覆面歌王（キング・オブ・マスク・シンガー）』の日本版。『覆面歌王』は、韓国をはじめ海外でも大きな反響を巻き起こし、これまでに計50か国でリメイクされている。アメリカ合衆国では、テレビ番組で総合4位タイ、音楽番組の部門では1位の視聴率を獲得している。
芸能界・スポーツ界・文化界など様々なジャンルから有名人12名がマスクを被って登場し、パフォーマンスと歌声を披露。それらをヒントに、その覆面パフォーマーの正体を推理する。また、会場内の観客とパネリストたちの投票により、見事最後まで勝ち残ったベストシンガーには優勝者の証であるゴールデンマスクが授与される。
第1シーズンは2021年9月3日から10月15日、全9回構成で毎週金曜日20時から配信。2021年2月に収録された。なお、新型コロナウイルス流行下にもかかわらず、観客はマスクの着用やソーシャルディスタンスなしで収録していたため、視聴者からの多くの指摘や批判があった。これを受けて、アマゾン・ジャパンは途中の回から冒頭にて新型コロナウイルス感染防止対策を取っての収録を行った旨のテロップを表示した。また、アメリカナイズな演出などについても、視聴者から厳しい意見がAmazonのレビューに寄せられる事態となった。
2022年3月に第2シーズンを制作することが発表され、同年6月に同年8月4日から順次配信する事を発表した。また、前述の視聴者からの意見を受けて、演出などは改善したほか、観客は全員マスク着用で収録された。

## 出演

### MC
- 大泉洋[6]（メインMC）
  - 児嶋一哉（SEASON 2 #7～#9）
大泉が体調不良のため収録を欠席、児嶋が代理としてＭＣをこなした。

### パネリスト

#### SEASON 1
- MIYAVI[14][15]
- Perfume（樫野有香、大本彩乃、西脇綾香）[14][15]
- 水原希子[16][17]
- バカリズム（#1、#2、#9）[16][17]
- 児嶋一哉（#3、#4）
- 小木博明（#5、#6）
- 柴田英嗣（#7、#8）
- 滝川クリステル（#9）

#### SEASON 2
- MIYAVI
- Perfume
- 児嶋一哉（#1～#4）※#7～#9は代理ＭＣ
- 土屋アンナ（#1、#6～#8）
- 水野美紀（#2）
- 小林幸子（#3～#5）
- 山崎弘也（#5、#6、#9）
- 森崎博之（#7～#9）
- 滝沢カレン（#8、#9）

### 出演マスクド・シンガー

#### SEASON 1
1回戦（#1、#2）：12人。各1ブロック6人から1対1で対戦しパネリスト・観客投票で勝者を決めていく。敗者3人で再度、投票を行い最下位となった各ブロック2人が敗退者となり正体を明かす。
2回戦（#3、#4）：10人。各1ブロック5人で対戦し、投票から最下位となった各ブロック2人が敗退者となり正体を明かす。
3回戦（#5、#6）：8人。各1ブロック4人で対戦し、投票から最下位となった各ブロック2人が敗退者となり正体を明かす。
4回戦（#7）：6人で同時に対戦し、投票から最下位となった1人が敗退者となり正体を明かす。
5回戦（#8）：5人で同時に対戦し、投票から下位となった2人が敗退者となり正体を明かす。
ファイナル（#9）：3人で対戦し、最終投票によって優勝者が決定する。最終的には全員が正体を明かす。
| キャラクター名     | 選曲 | マスクオフ         | 1 | 2 | 3 | 4 | 5 | 6  |
| ------------------ | --- | ------------------ | - | - | - | - | - | -- |
| ドラゴン3          | 1. サウダージ（ポルノグラフィティ） | 尾上右近           | ✖ |   |   |   |   |    |
| Miss・テレビジョン | 1. evolution（浜崎あゆみ） 2. 恋しさとせつなさと心強さと（篠原涼子） 3. 銀の龍の背に乗って（中島みゆき） 4. フレンズ（レベッカ） 5. 真夏の夜の夢（松任谷由実） 6. 真夜中のドア～stay with me（松原みき） | Crystal Kay        |   |   |   |   |   | ✖  |
| エスカルゴ         | 1. 紅蓮華（LiSA） 2. 糸（中島みゆき） 3. 六本木心中（アン・ルイス） | 小林幸子           |   |   | ✖ |   |   |    |
| バード             | 1. DESIRE -情熱-（中森明菜） 2. 罪と罰（椎名林檎） 3. 月光（鬼束ちひろ） 4. 限界LOVERS（SHOW-YA） 5. あなたのキスを数えましょう（小柳ゆき） 6. FOREVER LOVE（X JAPAN）                                   | 土屋アンナ         |   |   |   |   |   | 〇 |
| T-レックス         | 1. STAY DREAM（長渕剛） 2. 完全無欠のロックンローラー（アラジン） | 哀川翔             |   | ✖ |   |   |   |    |
| 連獅子             | 1. 紅（X JAPAN） 2. 炎（LiSA） 3. 愛情（小柳ゆき） 4. Flavor Of Life（宇多田ヒカル） 5. ワタリドリ（［Alexandros］）                                                                                     | 岡本知高           |   |   |   |   | ✖ |    |
| ネオンパンダ       | 1. 恋愛レボリューション21（モーニング娘。） 2. Yeah! めっちゃホリディ（松浦亜弥） 3. 行くぜっ!怪盗少女（ももいろクローバーZ） 4. フライングゲット（AKB48） 5. 赤いスイートピー（松田聖子）               | 峯岸みなみ         |   |   |   |   | ✖ |    |
| イカキング         | 1. YELLOW YELLOW HAPPY（ポケットビスケッツ） 2. タイガー＆ドラゴン（クレイジーケンバンド） | サンプラザ中野くん |   | ✖ |   |   |   |    |
| ニンジャ           | 1. EXCITE（三浦大知） 2. 12月のLove song（GACKT） 3. 高嶺の花子さん（back number） 4. if...（DA PUMP）                                                                                                   | 斎藤司             |   |   |   | ✖ |   |    |
| ローズ             | 1. ラヴ・イズ・オーヴァー（欧陽菲菲） 2. PRIDE（今井美樹） 3. また君に恋してる（坂本冬美） 4. CAT'S EYE（杏里） 5. 愛は勝つ（KAN） 6. 奇跡を望むなら･･･（JUJU）                                          | 水野美紀           |   |   |   |   |   | ✖  |
| ウルフ             | 1. The Beginning（ONE OK ROCK） 2. 名もなき詩（Mr.Children） 3. 366日（HY） | 武尊               |   |   | ✖ |   |   |    |
| アマビエ           | 1. 残酷な天使のテーゼ（高橋洋子） | 吉田沙保里         | ✖ |   |   |   |   |    |

#### SEASON 2
1回戦（#1、#2）：11人。前半ブロック6人、後半ブロック5人からパネリスト・観客投票により少なかった各ブロック最下位1人(合計2人)が敗退者となり正体を明かす。
2回戦（#3、#4）：10人。前半ブロック5人、後半ブロック4人+ワイルドカード1人から、投票により少なかった各ブロック最下位1人(合計2人)が敗退者となり正体を明かす。
3回戦（#5、#6）：8人。前半ブロック4人、後半ブロック4人から、投票により少なかった各ブロック最下位1人(合計2人)が敗退者となり正体を明かす。
4回戦（#7）：6人で同時に対戦し、投票から最下位となった1人が敗退者となり正体を明かす。
5回戦（#8）：5人で同時に対戦し、投票から下位となった2人が敗退者となり正体を明かす。
ファイナル（#9）：3人で対戦し、最終投票によって優勝者が決定する。最終的には全員が正体を明かす。
| キャラクター名 | 選曲 | マスクオフ     | 1 | 2 | 3 | 4 | 5 | 6  |
| -------------- | --- | -------------- | - | - | - | - | - | -- |
| ラビット       | 1. 前前前世（RADWIMPS） 2. 怪盗（back number） | 横山だいすけ   |   | ✖ |   |   |   |    |
| ツインスター   | 1. 気分上々↑↑（mihimaru GT） 2. 恋音と雨空（AAA） | ヴァンゆん     |   | ✖ |   |   |   |    |
| ヴィーナス     | 1. Hide & Seek（安室奈美恵） 2. タマシイレボリューション（Superfly） 3. be alive（小柳ゆき） 4. fragile（Every Little Thing） 5. Rule（浜崎あゆみ） 6. Go! Go! Heaven（SPEED）      | 後藤真希       |   |   |   |   |   | 〇 |
| アンブレラ     | 1. TAXI（鈴木聖美 with Rats&Star） 2. TATTOO（中森明菜） 3. 三日月（絢香） 4. WHITE BREATH（T.M.Revolution） 5. 上を向いて歩こう（坂本九） 6. for you...（髙橋真梨子）              | アンミカ       |   |   |   |   |   | ✖  |
| ベンケイ       | 1. Rising Sun（EXILE） | 関口メンディー | ✖ |   |   |   |   |    |
| ダイバー       | 1. Amazing Grace（賛美歌） 2. サーフィン・U.S.A.（ザ・ビーチ・ボーイズ） 3. HOTEL PACIFIC（サザンオールスターズ）                                                                   | 別所哲也       |   |   | ✖ |   |   |    |
| ナイト         | 1. The Greatest Show 2. ツキミソウ（Novelbright)） 3. Butter（BTS） 4. Mela!（緑黄色社会） 5. ブルーバード（いきものがかり）                                                        | クリス・ハート |   |   |   |   | ✖ |    |
| クレープ       | 1. 夜に駆ける（YOASOBI） 2. 明け星（LiSA） 3. Cry Baby（Official髭男dism） 4. 魂のルフラン（高橋洋子） 5. 春を告げる（yama）                                                        | 中川翔子       |   |   |   |   | ✖ |    |
| スパイダー     | 1. GLAMOROUS SKY（中島美嘉） | 潮田玲子       | ✖ |   |   |   |   |    |
| ヒーロー       | 1. インフェルノ（Mrs. GREEN APPLE） 2. 誘惑（GLAY） 3. しるし（Mr.Children） 4. The Power of Love（ヒューイ・ルイス&ザ・ニュース） 5. メロディー（玉置浩二） 6. MARIONETTE（BOØWY） | 山本耕史       |   |   |   |   |   | ✖  |
| タコプリ       | 1. マツケンサンバII（松平健） 2. うっせぇわ（Ado） 3. 勝手にシンドバッド（サザンオールスターズ） 4. ナンダカンダ（藤井隆）                                                          | 加藤諒         |   |   |   | ✖ |   |    |
| ラム           | 2.やさしいキスをして（Dreams come true） 3.ラムのラブソング（松谷祐子） | 山田優         |   |   | ✖ |   |   |    |

## スタッフ
- テーマソング：Perfume「ポリゴンウェイヴ」[15]
- ナレーション：木村昴[20]
- 総合演出：藪木健太郎（共テレ）
- 構成：山内浩嗣、カツオ、栗坂祐輝、長谷川優、森本雅也
- 音楽監督：武部聡志
- 音楽コーディネーター：大滝拓見
- 音楽プロデューサー：後藤夏美
- エグゼクティブ・プロデューサー：前原篤（THE WORKS）、Kim Kusan、Park Jeong-Kyu
- Co-エグゼクティブ・プロデューサー：原田廣一（SWITCH）、北詰由賀（THE WORKS）
- プロデューサー：城野麻衣子・小黒みやこ・山口敦司・徳武真人（THE WORKS）
- キャスティングプロデューサー：金佐智絵・安部公代・岡村恭子・千葉洋美・工藤江美子・竹内承（ザ・スピングラス）
- ヘッドスタンディング・ディレクター：城間康男（gusuku）
- スタンディング・ディレクター：高橋慎耶（SWITCH）、平田亮輔、金田新太郎、黒岩栄治（アクシーズ）、後藤悠樹
- ヘッドクルーズ・ディレクター：小杉隆史（SWITCH）
- クルーズ・ディレクター：川口順也・大谷俊介・志和幸奈（THE WORKS）、土井功輔、武木田一馬（WAONZ）、宇野慎也（SWITCH）
- フロアディレクター：須田基之、山田直人、吉田雅司（THE WORKS）、小松聖子、林千恵子（クリエイターズボックス）
- アシスタントプロデューサー：勝又郁乃、久保田聡（THE WORKS）
- アシスタントディレクター：Yuki Tsuchiya、Ayaka Yagi、Misaki Iida、Yui Fujita、Maaya Watanabe 、Moe Kawaragi、Reina Fujinami、Mayumi Kuroki、Sayaka Azuma、Nozomi Kozawa、Yuki Kayanagi
- 製作著作：THE WORKS